# K.H. Kofoed
Kristian Hansen Kofoed (11. marts 1879 i Østermarie Sogn – 14. maj 1951 i Gentofte) var en dansk politiker og finansminister.
K.H. Koefoed var søn af avlsbruger Chr. Kofoed (død 1898) og hustru Kristine f. Kofoed (død 1912) og kom fra Bobakke, et bornholmsk husmandshjem. Han opnåede en lærereksamen i Nexø (1900), studentereksamen i Rønne (1902) og en uddannelse som cand.mag. i naturfag (geologi og botanik, 1908). Han blev adjunkt ved Rønne Statsskole 1909-20. Samtidig var han medlem af Bornholms Amtsråd 1913-20. Han blev i 1913 indvalgt i Folketinget som repræsentant for Det Radikale Venstre. I Folketinget, hvor han sad indtil 1920, kom han til at beskæftige sig med lønningssager, og han så Lønningskommissionen som den store mulighed for sin videre politiske karriere.
Kommissionen brød under Kofoeds ledelse med hidtidig praksis på lønnings- og pensionsvæsenets område. Kommissionen harmoniserede regler og love og opstillede en systematisk normering og klassificering af alle statstjenestemandsstillinger. Den efterfølgende Tjenestemandslov af 1919 viste sig så robust, at den stort set holdt indtil reformen i 1969.
K.H. Kofoed blev 1924 departementschef i Finansministeriet. Han blev i 1942 – mod sin vilje – forfremmet til finansministerposten i Scavenius-regeringen, der indgav sin afskedsbegæring i 1943. Han fungerede fortsat i departementschefstyret til krigens slutning. Hans betydning for Seruminstituttets status under besættelsen er behandlet i flere medicinhistoriske værker.
Han var formand for Statens Lønningsråd fra 1919, medlem af driftsbestyrelserne for De Bornholmske Jernbaner 1913-21, formand for Rønne-Allinge og for Alminding-Gudhjem-Jernbane 1916-21, medlem af Studentersamfundets bestyrelse 1904-05 og 1907-09; Formand for foreningen af Gymnasiets Lærere i Naturkundskab 1910-16, medlem af Det radikale Venstres landsstyrelse 1910-13 og 1920-27, bestyrelsen for Foreningen til Dyrenes Beskyttelse 1917-21, Overfredningsnævnet 1917-20, bestyrelsen for Samfundet og Hjemmet for Vanføre 1925-29, Lønningskommissionen af 1917, Præstelønningskommissionen, Postsparekommissionen, Universitetskommissionen og af forskellige andre kommissioner og nævn, næstformand i Administrationskommissionen og i Telefonkommissionen af 1937, formand for Jagtlovskommissionen af 1918, for Privatbanekommissionen af 1919, for Privatbanernes Lønningsnævn af 1920, for Sparekommissionen af 21. februar 1921 og forskellige andre sparekommissioner, for Kommissionen vedrørende Orlogsværftet og Hærens tekniske Virksomheder, for Lønningskommissionen af 1929, for Lønningskommissionen af 1943, for Forvaltningskommissionen af 1946 og for forskellige andre kommissioner og udvalg, Statens forligsmand i arbejdsstridigheder 1920-22, formand i Telefonvoldgiftsnævnet 1920-26 og for Udenrigsministeriets Opholdstillægsnævn fra 1921, medlem af bestyrelsen for Østifternes Aandssvageanstalt 1923, formand 1924-43 og fra 1945, Indenrigsministeriets tilsynsførende ved Statens Serum Institut 1931-43, medlem af statstilsynet med de koncessionerede telefonselskaber fra 1932, af repræsentantskabet for Det Danske Luftfartsselskab og af bestyrelserne for de forskellige Krigsforsikringsinstitutter 1939; formand for bestyrelsen for Kreditfonden 1940-42. Han var Storkorsridder af Dannebrog, Dannebrogsmand og modtog Fortjenstmedaljen i guld.
Vejen K. H. Kofoedsvej i Rødbyhavn er opkaldt efter K. H. Kofoed, og institutionen Kofoedsminde i Rødbyhavn har også fået sit navn efter K. H. Kofoed. K.H. Kofoedsgade, Nexø på Bornholm hed oprindeligt Hjornegade, men blev opkaldt efter K. H. Kofoed efter 2. verdenskrig hvor Kofoed havde stået i spidsen for Bornholmskomiteen, der stod for landsindsamlingen til fordel for de bombeskadede i Rønne og Nexø.
Han udgav: Bornholms politiske Historie I-V og Digte i Hjemstavnsmaalet. Han blev gift 13. september 1912 med Sigrid Henriette K., f. 22. april 1878, datter af lektor N. Andersen (død 1923) og hustru Andrea f. Michelsen.